# Keiko Abe
Keiko Abe (japonès: 安倍圭子)  (Tòquio, 18 d'abril de 1937) és una intèrpret i compositora japonesa, especialitzada en la marimba.
Ha estat una figura primordial en el desenvolupament de la marimba, tant en termes d'ampliació del repertori com de la tècnica tradicional de l'instrument. En col·laboració amb l'empresa Yamaha, desenvolupà aquest modern instrument de cinc octaves i el mostrà al món sencer.
Les seves composicions, entre les quals destaquen "Michi", "Variacions sobre cançons dels infants japonesos" i "Somni vers les flors de cirerer" s'han convertit en peces clau del repertori marimbístic actual. No sols ha enriquit la literatura de la marimba amb els seus propis treballs, sinó que ha realitzat encàrrecs per a altres compositors i ha motivat les noves generacions a escriure per aquest gran instrument. Al llarg de la seva vida ha compost fins a 70 obres; la majoria d'elles comencen com a improvisacions sobre temes tradicionals del folklore japonès i més tard esdevenen obres completes transcrites i publicades en format de partitura.
Keiko Abe ha realitzat gires arreu del món, ha enregistrat nombrosos CD i ha estat professora a la TOHO Gakuen School of Music de Tokio, on inicià la docència l'any 1969. Abe va ser la primera dona a entrar en la llista i situar-se al Saló de la Fama el 1993. Keiko Abe també fou la primera percussionista a utilitzar i desenvolupar la tècnica de sis-macets.
Entre els seus antics alumnes destaca Evelyn Glennie, percussionista escocesa internacionalment reconeguda i famosa pels seus problemes auditius, i més recentment l'espanyola Veronica Cagigao.

## Biografia
Abe començà a tocar la marimba als 12 anys, després d'escoltar un grup missioner nord-americà de la Universitat Oral Roberts que tocava la primera marimba duta al Japó.
Després d'estudiar composició i percussió a la Universitat Gakugei de Tòquio, va fundar el seu primer trio de marimbes de música popular. Aquest projecte, però, es veié prematurament frustrat pel limitat abast del conjunt. Va ser el 1962 quan Keiko Abe va decidir entrar en el món de la música clàssica i contemporània.
En uns anys, Abe va guanyar una plaça de percussió a l'orquestra NHK. Durant aquest període va tenir el seu propi xou a la televisió japonesa on instruïa a alumnes de xilòfon, així com un programa de ràdio anomenat "Good Morning, Marimba". També va començar a enregistrar discs amb molt d'esperit, portant a terme 13 àlbums en un període de cinc anys.

### Keiko Abe, esponsor deYamaha
El 1963 la Yamaha Corporation japonesa organitzà un concurs perquè els intèrprets l'ajudessin a dissenyar un nou model de marimba; Keiko Abe va ser elegida per l'originalitat i les seves clares idees sobre el disseny i el so. En particular, el concepte de com la marimba hauria de ser capaç d'integrar-se en els conjunts instrumentals, com l'orquesra i els instruments de percussió, però especialment per integrar-la en el món de la percussió popular japonesa. Les seves idees van guiar fàcilment els dissenyadors de Yamaha i als anys 70 es començà a comercialitzar aquest nou model d'alta gamma.
La nova gamma de marimbes es va estendre per sobre de les marimbes de quatre octaves i un terç fins al punt de convertir-se en l'estàndard buscat per tots els solistes internacionals.
Abe ha estat estretament associada amb Yamaha i des de llavors molts dels seus models de marimba i maces porten el seu nom.
Keiko Abe utilitza quasi sempre el model que ella mateixa va inspirar: YM-6000 Marimba.

## Obra
- Airscope II Marimba Spiritual
- Alone per a marimba solista (dedicat a Bogdan Bacanu)[4]
- Ancient per a marimba solista
- Autumn In Nara per a duo de marimbes
- Conversation in the Forest per a marimba i percussió
- Dream per a duo de marimbes
- Dream of the Cherry Blossoms for marimba (1983)
- Early Spring per a duo de marimbes
- FROGS per a marimba solista
- Galilee Impressions (sis baquetes)
- “Itsuki” Fantasy
- Kazak Lullaby per a marimba solista (i piano ad.lib.)
- Labyrinth per a duo de marimbes
- Little Windows per a marimba solista
- Marimba Concertino “The Wave”
- Marimba D'Amore per a marimba solista
- Marimba Pieces I per a marimba solista (1972)
- Memories of the Seashore
- Mi-chi per a marimba solista (1981)
- PRISM per a marimba solista (1995)
- Sunday Afternoon per a duo de marimbes
- Sylvan Stroll per a duo de marimbes
- Piacer d'amor per a marimba solista (2002)
- Tambourin Paraphrase per a duo de marimbes
- Three Monologs per a marimba solista
- Variations on Japanese Children's Songs
- Wind in the Bamboo Grove
- Wind Sketch per a duo de marimbes

La gran majoria de les seves composicions són publicades per l'Editorial Xebec Schott Music, del Japó.

## Enregistraments i CD publicats
- Marimba d'Amore Solist: Bogdan Bacanu
- Marimba Encores
- Fantastic Marimba
- Keiko Abe - reveals the essence of the Marimba
- Fascinatin' Latin Marimba
- Marimba Selections II
- Marimba Selections III
- Marimba Spiritual
- Marimba Fantasy
- Mergin Classical and Jazz Forms
- Conversation
- Lullaby Of Itsuki

## Premis
- Fine Arts Festival Award els anys 1968, ’69, ’71, ’74, 76 i ’89 (Japó)
- Percussive Arts Society Hall of Fame l'any 1993 (Estats Units)

## Estrenes en concert
|                                                                              | Obra               | Any / Lloc                    | Compositor | Primer/s intèrpret/s |
| Suite for Marimba "Conversation"                                             | 1962 Tòquio        | Akira Miyoshi                 | Keiko Abe |                      |
| Frog                                                                         | 1964 Tòquio        | Keiko Abe                     | Keiko Abe |                      |
| Autumn                                                                       | 1964 Tòquio        | Isao Tomita                   | Keiko Abe |                      |
| Invention for Marimba and Flute                                              | 1964 Tòquio        | Mitsuo Yamada                 | Keiko Abe |                      |
| Torse III                                                                    | 1965 Tòquio        | Akira Miyoshi                 | Keiko Abe |                      |
| Der Dialog fur Marimba und 3 Instrumente                                     | 1968 Tòquio        | Takekuni Hirayoshi            | Keiko Abe, fl:Ryu Noguchi cl:Motoe Miyajima vc:Tadao Iwamoto |                      |
| Divertimento for Marimba and Alto Saxophone                                  | 1968 Tòquio        | Akira Yuyama                  | Keiko Abe, sax:Motoe Miyajima |                      |
| Time for Marimba                                                             | 1968 Tòquio        | Minoru Miki                   | Keiko Abe |                      |
| Two Movements for Marimba                                                    | 1968 Tòquio        | Toshimitsu Tanaka             | Keiko Abe |                      |
| Quintetto per Marimba 3 Flauti e Contrasasso "Mattinata"                     | 1968 Tòquio        | Teruyuki Noda                 | Keiko Abe, fl:Ryu Noguchi, Akiyoshi Miyamoto, Hiroshi Koizumi cb:Tanaka Masahiko |                      |
| Marimba Concerto - Nova versió                                               | 1968 Tòquio        | Mitsuo Yamada                 | Keiko Abe, Tokyo Symphony Orchestra cond:Yuzo Toyama |                      |
| Concerto for Marimba and Orchestra                                           | 1969 Tòquio        | Minoru Miki                   | Keiko Ab, Tokyo Philharmonic Orchestra cond:Shunji Aratani |                      |
| Marimba Stuck mit zwei Schlagzeuger                                          | 1969 Tòquio        | Maki Ishii                    | Keiko Abe, perc:Makoto Aruga, Hidehiko Sato |                      |
| Induction ~per a 2 pianos, marimba i vibràfon~                               | 1969 Tòquio        | Nobuyoshi Iinuma              | Keiko Abe |                      |
| "Haiku for Marimba" 3 Pieces                                                 | 1969 Tòquio        | Hideo Kobayashi               | Keiko Abe |                      |
| A Projection for Marimba and 4 Instruments                                   | 1969 Tòquio        | Toshiya Sukegawa              | Keiko Abe, fl:Ryu Noguchi trb:Kiyoshi Ito pf:Masanobu Hashimoto perc:Makoto Aruga |                      |
| Music for Marimba and 5 Instruments "Ji-uta"                                 | 1969 Tòquio        | Masaharu Kikuchi              | Keiko Abe, trp:Genzo Kitamura, Kunizo Uchida, Hirohisa Okada cb:Masahiko Tanaka perc: Hidehiko Sato                                                                                          |                      |
| Imagery for Marimba                                                          | 1969 Tòquio        | Minao Shibata                 | Keiko Abe |                      |
| Concerto pour Marimba et Ensemble a cordes                                   | 1970 Tòquio        | Akira Miyoshi                 | Keiko Abe, Japan Philharmonic Symphony Orchestra cond:Hiroshi Kumagai |                      |
| "Ji-uta" for Marimba, Contrabass, Bassdrum                                   | 1971 Tòquio        | Masaharu Kikuchi              | Keiko Abe, cb:Masahiko Tanaka perc:Makoto Aruga |                      |
| Meniscus for Marimba                                                         | 1971 Tòquio        | Katsuhiro Tsubonoh            | Keiko Abe |                      |
| Mirage pour Marimba                                                          | 1971 Tòquio        | Yasuo Sueyoshi                | Keiko Abe |                      |
| Globus No. 2                                                                 | 1971 Tòquio        | Yoshiro Irino                 | Keiko Abe, cb:Masahiko Tanaka perc:Makoto Aruga |                      |
| Suite for Marimba                                                            | 1971 Tòquio        | Toshimitsu Tanaka             | Keiko Abe, vn:Chikashi Tanaka, Kiyoshige Hasuda, Shinji Muto, Akira Tabuchi, Hiromichi Nakase vc:Ken-ichiro Tokunaga, cb:Masahiko Tanaka perc:Makoto Aruga, Kazuki Momose cond:Tadaaki Odaka |                      |
| "Holidays" for Marimba                                                       | 1971 Tòquio        | Yoshio Hachimura              | Keiko Abe |                      |
| from 5 Pieces after Paul Klee op. 40                                         | 1973 Tòquio        | Toshiya Sukegawa              | Keiko Abe |                      |
| Synkretismen I for Marimba and 5 Instrumental Groups                         | 1973 Tòquio        | Maki Ishii                    | Keiko Abe, fl.Ryu Noguchi cl:Motoe Miyajima cb:Masahiko Tanaka perc:Makoto Aruga Yomiuri Symphony Orchestra cond:Maki Ishii                                                                  |                      |
| Nocturne for 5 Players                                                       | 1973 Tòquio        | Akira Miyoshi                 | Keiko Abe, fl.Ryu Noguchi cl:Motoe Miyajima cb:Masahiko Tanaka perc:Makoto Aruga |                      |
| Pentalpha for Five Instruments                                               | 1974 Tòquio        | Yoshihisa Taira               | Keiko Abe, fl.Ryu Noguchi cl:Motoe Miyajima cb:Masahiko Tanaka perc:Makoto Aruga |                      |
| Territory for Marimba, Flute, Clarinet, Percussions & Contrabass             | 1974 Tòquio        | Joji Yuasa                    | Keiko Abe, fl.Ryu Noguchi cl:Motoe Miyajima cb:Masahiko Tanaka perc:Makoto Aruga |                      |
| Ripple of the Wind Concerto for 5 players                                    | 1974 Tòquio        | Katsuhiro Tsubonoh            | Keiko Abe, fl.Ryu Noguchi cl:Motoe Miyajima cb:Masahiko Tanaka perc:Makoto Aruga |                      |
| Convergence I pour Marimba Solo                                              | 1975 Tòquio        | Yoshihisa Taira               | Keiko Abe |                      |
| Pieces afler Paul KLEE for Marimba and One Percussion Player                 | 1975 Tòquio        | Toshiya Sukegawa              | Keiko Abe |                      |
| Ahania for Marimba                                                           | 1976 Tòquio        | Yoshio Hachimura              | Keiko Abe |                      |
| Puzzle                                                                       | 1976 Tòquio        | Gerard Geay                   | Keiko Abe |                      |
| Wind's Corridor ~per a marimba i cello~                                      | 1977 Tòquio        | Masao Endo                    | Keiko Abe |                      |
| For Marimba II                                                               | 1978 Tòquio        | Tokuhide Niimi                | Keiko Abe |                      |
| Obsession for Marimba, Flute, Clarinet, Percussion & Contrabass              | 1978 Tòquio        | Teruyuki Noda                 | Keiko Abe, fl:Ryu Noguchi cl:Motoe Miyajima cb:Mitsushi Murakami perc:Makoto Aruga |                      |
| Concertino                                                                   | 1978 Tòquio        | Hirokazu Kan-no               | Keiko Abe, fl:Ryu Noguchi cl:Motoe Miyajima cb:Mitsushi Murakami perc:Makoto Aruga |                      |
| Michi                                                                        | 1979 Estats Units  | Keiko Abe                     | Keiko Abe |                      |
| Pieces for Animation Film - Katamimi-no-Ohjika                               | 1979 Tòquio        | Masaharu Kikuchi              | Keiko Abe, fl:Ryu Noguchi cl:Motoe Miyajima cb:Mitsushi Murakami perc:Makoto Aruga |                      |
| Bakeneko Taiji                                                               | 1979 Tòquio        | Kousei Fujita                 | Keiko Abe, fl:Ryu Noguchi cl:Motoe Miyajima cb:Mitsushi Murakami perc:Makoto Aruga |                      |
| Santa Kappa Taiji                                                            | 1979 Tòquio        | Yasuo Sueyoshi                | Keiko Abe, fl:Ryu Noguchi cl:Motoe Miyajima cb:Mitsushi Murakami perc:Makoto Aruga |                      |
| Hyakushou-no-Yume                                                            | 1979 Tòquio        | Nobuyoshi Iinuma              | Keiko Abe, fl:Ryu Noguchi cl:Motoe Miyajima cb:Mitsushi Murakami perc:Makoto Aruga |                      |
| Eda-no-ue-no Karasu                                                          | 1979 Tòquio        | Kuroudo Mohri                 | Keiko Abe, fl:Ryu Noguchi cl:Motoe Miyajima cb:Mitsushi Murakami perc:Makoto Aruga |                      |
| Jinbei Gakkoh                                                                | 1979 Tòquio        | Masaharu Kikuchi              | Keiko Abe, fl:Ryu Noguchi cl:Motoe Miyajima cb:Mitsushi Murakami perc:Makoto Aruga |                      |
| Nashi-no-Mi                                                                  | 1979 Tòquio        | Kenjiro Urata                 | Keiko Abe, fl:Ryu Noguchi cl:Motoe Miyajima cb:Mitsushi Murakami perc:Makoto Aruga |                      |
| Kuhki-ire                                                                    | 1979 Tòquio        | Shuko Mizuno                  | Keiko Abe, fl:Ryu Noguchi cl:Motoe Miyajima cb:Mitsushi Murakami perc:Makoto Aruga |                      |
| Majutsu                                                                      | 1979 Tòquio        | Koh-ichi Sugiyama             | Keiko Abe, fl:Ryu Noguchi cl:Motoe Miyajima cb:Mitsushi Murakami perc:Makoto Aruga |                      |
| Kenka                                                                        | 1979 Tòquio        | Katsuhiro Tsubonoh            | Keiko Abe, fl:Ryu Noguchi cl:Motoe Miyajima cb:Mitsushi Murakami perc:Makoto Aruga |                      |
| Rikugun Taisho                                                               | 1979 Tòquio        | Michio Mamiya                 | Keiko Abe, fl:Ryu Noguchi cl:Motoe Miyajima cb:Mitsushi Murakami perc:Makoto Aruga |                      |
| Gongoro-kane                                                                 | 1979 Tòquio        | Tokuhide Niimi                | Keiko Abe, fl:Ryu Noguchi cl:Motoe Miyajima cb:Mitsushi Murakami perc:Makoto Aruga |                      |
| Sakaya-no-Wan-koh                                                            | 1979 Tòquio        | Shuko Mizuno                  | Keiko Abe, fl:Ryu Noguchi cl:Motoe Miyajima cb:Mitsushi Murakami perc:Makoto Aruga |                      |
| Yanagi-no-Ito                                                                | 1979 Tòquio        | Tokuhide Niimi                | Keiko Abe, fl:Ryu Noguchi cl:Motoe Miyajima cb:Mitsushi Murakami perc:Makoto Aruga |                      |
| Inu-to-Tomodachi                                                             | 1979 Tòquio        | Shuko Mizuno                  | Keiko Abe, fl:Ryu Noguchi cl:Motoe Miyajima cb:Mitsushi Murakami perc:Makoto Aruga |                      |
| Kettoh                                                                       | 1979 Tòquio        | Hiroaki Minami                | Keiko Abe, fl:Ryu Noguchi cl:Motoe Miyajima cb:Mitsushi Murakami perc:Makoto Aruga |                      |
| Satuma Hayato                                                                | 1979 Tòquio        | Norio Fukushi                 | Keiko Abe, fl:Ryu Noguchi cl:Motoe Miyajima cb:Mitsushi Murakami perc:Makoto Aruga |                      |
| Minato-no-Shohjo                                                             | 1979 Tòquio        | Katsuhiro Tsubonoh            | Keiko Abe, fl:Ryu Noguchi cl:Motoe Miyajima cb:Mitsushi Murakami perc:Makoto Aruga |                      |
| Tokei-no-nai-Machi                                                           | 1979 Tòquio        | Tsuguaki Hayama               | Keiko Abe, fl:Ryu Noguchi cl:Motoe Miyajima cb:Mitsushi Murakami perc:Makoto Aruga |                      |
| Omocha-no-March                                                              | 1979 Tòquio        | Akihiro Komori                | Keiko Abe, fl:Ryu Noguchi cl:Motoe Miyajima cb:Mitsushi Murakami perc:Makoto Aruga |                      |
| Kyohdai                                                                      | 1979 Tòquio        | Koh-ichi Sugiyama             | Keiko Abe, fl:Ryu Noguchi cl:Motoe Miyajima cb:Mitsushi Murakami perc:Makoto Aruga |                      |
| Shohnen Ekidenhu                                                             | 1979 Tòquio        | Seiichiro Uno                 | Keiko Abe, fl:Ryu Noguchi cl:Motoe Miyajima cb:Mitsushi Murakami perc:Makoto Aruga |                      |
| Dojokko Funakko                                                              | 1979 Tòquio        | Akihiro Komori                | Keiko Abe, fl:Ryu Noguchi cl:Motoe Miyajima cb:Mitsushi Murakami perc:Makoto Aruga |                      |
| Amefuri                                                                      | 1979 Tòquio        | Akihiro Komori                | Keiko Abe, fl:Ryu Noguchi cl:Motoe Miyajima cb:Mitsushi Murakami perc:Makoto Aruga |                      |
| Akai Mochi Shiroi Mochi                                                      | 1979 Tòquio        | Masaharu Kikuchi              | Keiko Abe, fl:Ryu Noguchi cl:Motoe Miyajima cb:Mitsushi Murakami perc:Makoto Aruga |                      |
| Awate Tokoya                                                                 | 1979 Tòquio        | Akihiro Komori                | Keiko Abe, fl:Ryu Noguchi cl:Motoe Miyajima cb:Mitsushi Murakami perc:Makoto Aruga |                      |
| Mokuba-no-Yume                                                               | 1979 Tòquio        | Kazuaki Ogikubo               | Keiko Abe, fl:Ryu Noguchi cl:Motoe Miyajima cb:Mitsushi Murakami perc:Makoto Aruga |                      |
| Mahoh                                                                        | 1979 Tòquio        | Takekuni Hirayoshi            | Keiko Abe, fl:Ryu Noguchi cl:Motoe Miyajima cb:Mitsushi Murakami perc:Makoto Aruga |                      |
| Akai Kutsu                                                                   | 1979 Tòquio        | Akihiro Komori                | Keiko Abe, fl:Ryu Noguchi cl:Motoe Miyajima cb:Mitsushi Murakami perc:Makoto Aruga |                      |
| Tei-chan-no-Tegami                                                           | 1979 Tòquio        | Nozomi Aoki                   | Keiko Abe, fl:Ryu Noguchi cl:Motoe Miyajima cb:Mitsushi Murakami perc:Makoto Aruga |                      |
| Fushigina Yama-no Ojiisan                                                    | 1979 Tòquio        | Yuzuru Kondo                  | Keiko Abe, fl:Ryu Noguchi cl:Motoe Miyajima cb:Mitsushi Murakami perc:Makoto Aruga |                      |
| Machibouke                                                                   | 1979 Tòquio        | Akihiro Komori                | Keiko Abe, fl:Ryu Noguchi cl:Motoe Miyajima cb:Mitsushi Murakami perc:Makoto Aruga |                      |
| Fushigina Bohshi                                                             | 1979 Tòquio        | Akihiro Komori                | Keiko Abe, fl:Ryu Noguchi cl:Motoe Miyajima cb:Mitsushi Murakami perc:Makoto Aruga |                      |
| Fukuroh-to-Kohkichi                                                          | 1979 Tòquio        | Tokuhide Niimi                | Keiko Abe, fl:Ryu Noguchi cl:Motoe Miyajima cb:Mitsushi Murakami perc:Makoto Aruga |                      |
| Yopparai Boshi                                                               | 1979 Tòquio        | Shin Kawabe                   | Keiko Abe, fl:Ryu Noguchi cl:Motoe Miyajima cb:Mitsushi Murakami perc:Makoto Aruga |                      |
| Oshare Tombo                                                                 | 1979 Tòquio        | Seiji Yokoyama                | Keiko Abe, fl:Ryu Noguchi cl:Motoe Miyajima cb:Mitsushi Murakami perc:Makoto Aruga |                      |
| Hitofusa-no-Budoh                                                            | 1979 Tòquio        | Masaharu Kikuchi              | Keiko Abe, fl:Ryu Noguchi cl:Motoe Miyajima cb:Mitsushi Murakami perc:Makoto Aruga |                      |
| Lauda Concertata for Marimba and Orchestra                                   | 1979 Tòquio        | Akira Ifukube                 | Keiko Abe, Shinsei Nippon Symphony Orchestra cond:Kazuo Yamada |                      |
| Pray for Bass, Marimba, Flute and Percission                                 | 1979 Tòquio        | Akira Miyoshi                 | Keiko Abe, bass:Kazunobu Muramoto, fl:Minoru Uda, perc:Makoto Aruga |                      |
| "Sunspot" for Three Marimbas & Two Percussionists                            | 1982 Tòquio        | Masao Endo                    | Keiko Abe, mba:Mutsuko Fujii,Tomoko Kusakari, perc:Hikaru Kojima,Akikuni Takahashi |                      |
| "Petit Fours" fur Marimba                                                    | 1982 Àustria       | Kurt Rapf                     | Keiko Abe |                      |
| Variations on Japanese Children's Songs                                      | 1982 Àustria       | Keiko Abe                     | Keiko Abe |                      |
| Nero - to a little dog I loved - for Voice and Marimba                       | 1983 Anglaterra    | Yasuo Sueyoshi                | Keiko Abe, sop: Daphne Shepherd |                      |
| Marimba Spiritual for Marimba and 3 Percussionists                           | 1984 Països Baixos | Minoru Miki                   | Keiko Abe, Amsterdam Percussion Group |                      |
| Alternation I for Alt-saxophone and Marimba                                  | 1984 Tòquio        | Maki Ishii                    | Keiko Abe, sax:Ryo Noda |                      |
| Alternation II for Marimba and Bass-clarinet                                 | 1984 Tòquio        | Maki Ishii                    | Keiko Abe, bas cl:Harry Sparnei |                      |
| Puzzle for Marimba and Tape                                                  | 1984 França        | Gerard Geay                   | Keiko Abe |                      |
| Fa, Fa, Fagonae                                                              | 1984 França        | Jalalu-Kalvert Nelson         | Keiko Abe |                      |
| Bird Scape I                                                                 | 1984 Països Baixos | Takashi Yoshimatsu            | Keiko Abe |                      |
| Dream of the Cherry Blossoms                                                 | 1984 Alemanya      | Keiko Abe                     | Keiko Abe |                      |
| Sea of Galilee for Six Mallets                                               | 1984 Estats Units  | Keiko Abe                     | Keiko Abe |                      |
| Wind in the Bamboo Grove                                                     | 1984 Estats Units  | Keiko Abe                     | Keiko Abe |                      |
| Airscope II for Solo Marimba and Tape                                        | 1984 França        | Isao Matsushita               | Keiko Abe |                      |
| Matra for Marimba, Timpani and 5 Percussionists                              | 1985 Alemanya      | Akira Nishimura               | Keiko Abe, timp:Klaus Tresselt perc:Stuttgart Percussion Ensemble |                      |
| Airscope III for Marimba and Timpani                                         | 1986 Alemanya      | Isao Matsushita               | Keiko Abe, timp:Klaus Tresselt |                      |
| Ancient Vase                                                                 | 1986 Alemanya      | Keiko Abe                     | Keiko Abe |                      |
| Memories of the Seashore                                                     | 1986 Pòlonia       | Keiko Abe                     | Keiko Abe |                      |
| Prism ~for Solo Marimba~                                                     | 1986 Pòlonia       | Keiko Abe                     | Keiko Abe |                      |
| Little Windows                                                               | 1986 Pòlonia       | Keiko Abe                     | Keiko Abe |                      |
| Lauda Concertata for Marimba and Wind Ensemble                               | 1986 Estats Units  | Akira Ifukube                 | Keiko Abe, University of Michigan Symphony Band cond:H.Robert Reynolds |                      |
| Rin-sai for Solo Marimba and 6 Percussionists                                | 1987 Tòquio        | Akira Miyoshi                 | Keiko Abe, Kroumata Percussion Ensemble |                      |
| Rin-sai for Solo Marimba                                                     | 1987 França        | Akira Miyoshi                 | Keiko Abe |                      |
| Memories of the Rain Forest                                                  | 1987 Alemanya      | Robert Laneri                 | Keiko Abe |                      |
| Concertante for Solo Marimba and 6 Percussionists                            | 1988 Tòquio        | Maki Ishii                    | Keiko Abe, Strasbourg Percussion Ensemble |                      |
| Shadow Songs IV for Solo Marimba and Percussionists                          | 1988 Tòquio        | Michael Udow                  | Keiko Abe, perc:Michigan Percussion Ensemble |                      |
| Memories of the Seashore II ~per a duo de marimbes~                          | 1988 Canadà        | Keiko Abe                     | Keiko Abe, mba:Angela Knight |                      |
| Conversation in the Forest I ~per a marimba solista i 5 percussionistes~     | 1988 Tòquio        | Keiko Abe                     | Keiko Abe, Michigan Percussion Ensemble |                      |
| Marimba Concertino - Nova versió                                             | 1989 Osaka         | Jorge Sarmientos              | Keiko Abe, '89 Latin Festival Orchestra cond:Jorge Sarmientos |                      |
| Ode to Whales for tape and improvisation by soloist, dedicated to Keiko Abe  | 1989 Tòquio        | Teppo Hauta-aho               | Keiko Abe |                      |
| Kala for Marimba and 6 Percussionists                                        | 1989 Finlàndia     | Akira Nishimura               | Keiko Abe, Kroumata Percussion Ensemble |                      |
| She Dies, My Water Lily Tonneke                                              | 1989 Tòquio        | Keiko Abe, Walter van Hauwe   | Keiko Abe, rec: Walter van Hauwe |                      |
| Torrent                                                                      | 1989 Països Baixos | Keiko Abe, Walter van Hauwe   | Keiko Abe, rec: Walter van Hauwe |                      |
| In Praise of Nature ~per a marimba i Tape~                                   | 1990 Tòquio        | Keiko Abe                     | Keiko Abe |                      |
| Sylvan Stanzas                                                               | 1990 Tòquio        | Keiko Abe                     | Keiko Abe |                      |
| From the far side of Earth ~per a marimba i Tape~                            | 1990 Tòquio        | Keiko Abe                     | Keiko Abe |                      |
| Sylvan Stroll                                                                | 1990 Tòquio        | Keiko Abe, Dave Samuels       | Keiko Abe, vib: Dave Samuels |                      |
| Early Spring                                                                 | 1990 Tòquio        | Keiko Abe, Dave Samuels       | Keiko Abe, vib: Dave Samuels |                      |
| Autumn in Nara                                                               | 1990 Tòquio        | Keiko Abe, Dave Samuels       | Keiko Abe, vib: Dave Samuels |                      |
| Sunday Afternoon                                                             | 1990 Tòquio        | Keiko Abe, Dave Samuels       | Keiko Abe, vib: Dave Samuels |                      |
| Dream                                                                        | 1990 Tòquio        | Keiko Abe, Dave Samuels       | Keiko Abe, vib: Dave Samuels |                      |
| Labyrinth                                                                    | 1990 Tòquio        | Keiko Abe, Dave Samuels       | Keiko Abe, vib: Dave Samuels |                      |
| Lightning for Solo Mrimba and Percussionists                                 | 1991 Tòquio        | Michael Udow                  | Keiko Abe, perc:Michigan Percussion Ensemble |                      |
| Mysterious Forest Aria for Marimba and Orchestra                             | 1991 Tòquio        | Shin Kawabe                   | Keiko Abe, Tokyo Symphony Orchestra cond:Naoto Otomo |                      |
| Voice of the Sun for Solo Marimba and Four Players                           | 1991 Tòquio        | Akira Nishimura               | Keiko Abe, Michigan Chamber Players |                      |
| Concertino (Revision) for Solo Marimba and 2 Marimbas, 3 Percussionists      | 1992 Tòquio        | Yasuo Sueyoshi                | Keiko Abe Toho Percussion Ensemble |                      |
| Forest Echoes                                                                | 1992 Tòquio        | Teruyuki Noda                 | Keiko Abe vn:Saburo Ueki, Midori Kubota, perc:Kroumata Percussion Ensemble |                      |
| Poem from Flowers                                                            | 1992 Tòquio        | Masao Endo                    | Keiko Abe, vn:Saburo Ueki, Midori Kubota, perc:Kroumata Percussion Ensemble |                      |
| Prism ~for Two Marimbas~                                                     | 1992 Osaka         | Keiko Abe                     | Keiko Abe, mba: Kuniko Ueda |                      |
| Aqua-Harmonia based on "Memories of the Seashore"                            | 1992 Tòquio        | Keiko Abe, Masakazu Natsume   | Keiko Abe, vn:Saburo Ueki, Midori Kubota, perc:Kroumata Percussion Ensemble |                      |
| Voice of Matsuri Drums                                                       | 1992 Suïssa        | Keiko Abe                     | Keiko Abe |                      |
| Wind Across Mountains ~per a 6 baquetes~                                     | 1992 Tòquio        | Keiko Abe                     | Keiko Abe |                      |
| Wind Across Mountains ~per a marimba sola~                                   | 1992 Tòquio        | Keiko Abe                     | Keiko Abe |                      |
| Lightning II for Marimba, Saxophone, Oboe and 2 Percussionists               | 1993 Estats Units  | Michael Udow                  | Keiko Abe, Michigan Chamber Players |                      |
| Go-za Kyoh-en for Marimba, Oboe, Alto-saxophone and 2 Percussion Players     | 1993 Estats Units  | Kaoru Wada                    | Keiko Abe, Michigan Chamber Players |                      |
| Kaleidophon for Japanese Drum, Marimba and 2 Percussionists                  | 1993 Tòquio        | Maki Ishii                    | Keiko Abe, Japanese drum:Eitetsu Hayashi perc:Michael Udow, Anthony Di Sanza |                      |
| Shi-za Kyoh-en for Marimba, Japanese Drum and 2 Percussioni                  | 1993 Tòquio        | Kaoru Wada                    | Keiko Abe, Japanese drum:Eitetsu Hayashi perc:Michael Udow, Anthony Di Sanza |                      |
| Conversation in the Forest II ~per a marimba, oboè i 2 percussionistes~      | 1993 Estats Units. | Keiko Abe                     | Keiko Abe, Michigan Chamber Players |                      |
| Wind Sketch ~per a marimba sola~                                             | 1993 Estats Units. | Keiko Abe                     | Keiko Abe |                      |
| Itsuki Fantasy for Six Mallets                                               | 1993 Estats Units  | Keiko Abe                     | Keiko Abe |                      |
| Ban-ka ~per a marimba sola~                                                  | 1993 Estats Units  | Keiko Abe                     | Keiko Abe |                      |
| Tambourin Paraphrase ~per a marimba sola~                                    | 1993 Osaka         | Keiko Abe                     | Keiko Abe |                      |
| Canticle in November for 4 Players                                           | 1994 Tòquio        | Tokuhide Niimi                | Keiko Abe, vib:Dave Samuels perc:Glen Cronkhite sax:Paul McCandless |                      |
| Ban-ka ~per a 4 músics~                                                      | 1994 Tòquio        | Keiko Abe                     | Keiko Abe, vib:Dave Samuels perc:Glen Cronkhite sax:Paul McCandless |                      |
| Ban-ka ~per a marimba solista i grup de percussió~                           | 1994 Tòquio        | Keiko Abe                     | Keiko Abe, Nexus |                      |
| Tambourin Paraphrase ~per a duo de marimbes~                                 | 1994 França        | Keiko Abe                     | Keiko Abe, mba:Pascal Zavaro |                      |
| Prism Rhapsody ~per a marimba solista i grup de vent~                        | 1995 Hamamatsu     | Keiko Abe                     | Keiko Abe, Royal Northern College of Music Wind Orchestra cond:Timothy Reynish |                      |
| Prism Rhapsody                                                               | 1995 Nagano        | Keiko Abe                     | Keiko Abe, pf:Takashi Saiki |                      |
| Round for Solo Marimba and 6 Percussionists                                  | 1996 Suïssa        | Anders Nilsson                | Keiko Abe, Kroumata Percussion Ensemble |                      |
| Cross Current for Marimba, Oboe, Soprano and Saxophone                       | 1996 Ibaraki       | Charles Young                 | Keiko Abe, Michigan Chamber Players |                      |
| Nana-za Kyoh-en for Solo Marimba and 6 Percussionists                        | 1996 Hong Kong     | Kaoru Wada                    | Keiko Abe, Kroumata Percussion Ensemble |                      |
| Prism Rhapsody ~per a marimba solista i orquestra~                           | 1996 Suïssa        | Keiko Abe                     | Keiko Abe, Umea Symphony Orchestra cond:Arvo Volmer |                      |
| Wind Sketch III ~per a mariba solista i grup de percussió~                   | 1997 Tòquio        | Keiko Abe                     | Keiko Abe, perc:Michael Udow, Anthony DiSanza |                      |
| Memories of the Seashore ~per a grup de marimbes~                            | 1998 Tottori       | Keiko Abe                     | Keiko Abe, Sekar Sakura |                      |
| Conversation in the Forest                                                   | 1998 Tottori       | Keiko Abe                     | Keiko Abe, Sekar Sakura |                      |
| Michi II                                                                     | 1998 Estats Units  | Keiko Abe                     | Keiko Abe |                      |
| Marimba d'Amore                                                              | 1998 Suïssa        | Keiko Abe                     | Keiko Abe |                      |
| Wind Sketch II ~per a duo de marimbes~                                       | 2000 Alemanya      | Keiko Abe                     | Keiko Abe, mba:Marta Klimasara |                      |
| Conversation in the Forest III ~per a duo de marimbes i 3 percussionistes~   | 2000 Anglaterra    | Keiko Abe                     | Keiko Abe, Royal Northern College of Music Percussion Ensemble |                      |
| Ancient Letter                                                               | 2000 Països Baixos | Keiko Abe                     | Keiko Abe |                      |
| Marimba Concertino "The Wave" ~per a marimba solista i 4 percussionistes~    | 2000 Països Baixos | Keiko Abe                     | Keiko Abe, Amsterdam Percussion Group |                      |
| Wave Impression                                                              | 2000 Gifu          | Keiko Abe                     | Keiko Abe, Gifu Marimba Ensemble |                      |
| Wind Sketch IV ~per a duo de marimbes i 2 percussionistes~                   | 2001 Estats Units  | Keiko Abe                     | Keiko Abe, mba:Christopher Froh perc:Michael Udow, Anthony DiSanza |                      |
| Prism Rhapsody 2nd Edition for Solo Marimba and Orchestra                    | 2001 Korea         | Keiko Abe                     | Keiko Abe, Seoul Philharmoney Orchestra cond:Mark Ermler |                      |
| Song of the Seashore for Solo Marimba                                        | 2002 Korea         | Keiko Abe                     | Keiko Abe |                      |
| Prism Rhapsody II for Two Marimbas and Wind Ensemble                         | 2003 Estats Units  | Keiko Abe                     | Keiko Abe, mba:Mark Ford North Texas Wind Symphony cond:Eugene M. Corporan |                      |
| Tambourin Paraphrase III for Two Marimbas and Percussionist                  | 2003 Hamamatsu     | Keiko Abe                     | Keiko Abe, mba:Atsuko Kaneda perc:Hikaru Kojima |                      |
| Wind in the Bamboo Grove II for Two Marimbas                                 | 2003 Tòquio        | Keiko Abe                     | Keiko Abe, mba:Christopher Froh |                      |
| WAVE Impressions for Marimba Ensemble and 2 Percussionists and Gamelan Jegog | 2004 Nagoya        | Keiko Abe                     | Keiko Abe, Sekar Sakura |                      |
| Galilee Impression for Six Mallets                                           | 2004 Osaka         | Keiko Abe                     | Keiko Abe |                      |
| Prism Rhapsody II for Two Marimbas and 6 Percussionists                      | 2004 Saitama       | Keiko Abe                     | Keiko Abe, mba:Mutsuko Fujii Fuyu Musica Ensemble |                      |
| Monovalence Ia for Improvised by Solo Marimba and Tape                       | 2005 Hamamatsu     | Shin-ichiro Ikebe (1972/2005) | Keiko Abe |                      |
| Prism Variations for Marimba Ensemble and 3 Percussionists                   | 2005 Korea         | Keiko Abe                     | Keiko Abe, Marimba Ensemble "Dorops", Academy Percussion Ensemble |                      |
| WAVE Impressions II for Marimba Ensemble and Percussionists                  | 2006 Texas         | Keiko Abe                     | Keiko Abe, Marimba Ensemble Japan, UNT Percussion Ensemble |                      |
| Variations on Dowland's Lachrimae Pavana ~per a marimba sola~                | 2007 Tòquio        | Keiko Abe                     | Keiko Abe |                      |
| Kodama for Solo Marimba                                                      | 2007 Hamamatsu     | Keiko Abe                     | Keiko Abe |                      |
| Conversation in the Forest V for Marimba Ensemble and Percussionists         | 2007 Bèlgica       | Keiko Abe                     | Keiko Abe, Marimba Ensemble Japan |                      |
| Mi-chi Paraphrase ~per a marimba sola~                                       | 2009 Nagoya        | Keiko Abe                     | Keiko Abe |                      |

## Festivals en els quals ha participat
| Viena         | Vienna International Percussion Festival Vienna Summer Festival |
| Bèlgica       | Universal Marimba Festival |
| Bolívia       | Surce '90 Festival |
| Canadà        | New Music Concerts Festival |
| Finlàndia     | Helsinki Festival Kuhmo Chamber Music Festival |
| França        | Forum International des Percussions en Auvergne Percussion Forum at Pompidou Center Strasbourg International Percussion Festival                                                                                                 |
| Alemanya      | Berliner Festwochen '93 Berlin Percussion Festival Dresden Music Festival Freiburg International Classic Jazz Festival Freiburg International Festival Ludwigsburg Festival Wiesbaden Festival Schleswig-Holstein Musik Festival |
| Hongria       | Budapest Spring Festival Hong Kong Hong Kong Arts Festival |
| Japó          | Kitakyushuu International Percussion Festival Kurashiki Music Festival Nagasaki Dejima Music Festival '99 Scandinavia Festival Tokyo Summer Festival World Marimba Festival in Osaka-Suita                                       |
| Mèxic         | Mexico Music Japan Festival |
| Països Baixos | Holland International Percussion Festival |
| Korea del Sud | Japan-Korea Percussion Festival in Seoul |
| Espanya       | Asturias Festival Mallorca International Percussion Event |
| Suïssa        | Stockholm International Percussion Festival |
| Suècia        | Mostly Percussion Festival |
| Taiwan        | Taipei International Music Festival |
| Anglaterra    | Seven Oaks Summer Festival |
| Estats Units  | New Harmony Town Festival |

## Altres activitats
Ha format part del jurat en un gran nombre de competicions arreu del món:
- Jurat especial al 1r World Marimba Competition Stuttgart, Alemanya, 1996
- Directora artística al World Festival Osaka, Japó, 1998
- Jurat al 2n World Marimba Competition Okaya, Japó, 1999
- Directora artística al Percussion Festival in Japan Week at Seoul, Korea, 1999
- Jurat especial al 3r World Marimba Competition Stuttgart, Alemanya, 2002
- Jurat especial al International Marimba Competition, París, 2003
- Jurat honorífic al International Marimba Concerto Competition, Ljubljana, Eslovènia, 2005
- Directora artística i jurat al World Marimba Competition, Xangai, 2005
- Jurat Honorífic a la Marimba Competition Bèlgica 2007
- Jurat al 52è ARD International Music Competition, Múnic 2007
- Jurat Honorífic al World Marimba Competition Stuttgart, Alemanya, 2008